# Katharine Burr Blodgett
Katharine Burr Blodgett (ur. 10 stycznia 1898 w Schenectady, zm. 12 października 1979 w Schenectady) – amerykańska fizykochemiczka i wynalazczyni, pierwsza kobieta zatrudniona na stanowisku inżynieryjno-badawczym w General Electric, długoletnia współpracowniczka Irvinga Langmuira. Zajmowała się badaniem i zastosowaniami technicznymi warstw adsorpcyjnych na powierzchni cieczy (warstw Langmuira) oraz ich przenoszeniem na podłoże stałe (tak uzyskane warstwy zwane są warstwami Langmuira-Blodgett).

## Życiorys

### Dzieciństwo
Katharine Burr Blodgett urodziła się 10 stycznia 1898 roku w Schenectady w stanie Nowy Jork,  gdzie znajdowała się siedziba General Electric, w której pracował jako urzędnik patentowy jej ojciec, George Blodgett. Katharine przyszła na świat już po śmierci ojca, zastrzelonego w domu przez włamywacza. Wkrótce po tym jej matka, Katharine Burr, przeniosła się wraz z dziećmi (Katharine i jej starszym o dwa lata bratem, George'em Jr.) do Nowego Jorku, a w 1901 roku do Francji.

### Edukacja
W 1912 roku rodzina powróciła do Nowego Jorku, gdzie Katharine uzyskała stypendium do Bryn Mawr College, który ukończyła (ze stopniem Bachelor of Arts) w 1917 roku.  W tym roku też nawiązała (za pośrednictwem kolegów zmarłego ojca) kontakt z pracującym w  Schenectady Irvingiem Langmuirem i za jego radą kontynuowała edukację w University of Chicago. Tematem jej pracy magisterskiej był mechanizm działania masek przeciwgazowych poprzez adsorpcję trujących gazów na węglu aktywnym. Wyniki tych badań opublikowała w  „Physical Review”.

### Praca w General Electric i działalność naukowa
W 1920 roku Blodgett  została zatrudniona w Schenectady w General Electric, gdzie pracowała z Langmuirem nad monowarstwami powierzchniowymi na podłożach szkła, wody i metalu. W 1924 roku rozpoczęła doktorat pod kierunkiem Ernesta Rutherforda w Cavendish Laboratory. W 1926 roku, jako pierwsza kobieta, uzyskała stopień doktora z fizyki w  Cambridge University. Tematem jej doktoratu było zachowanie elektronów w zjonizowanych parach rtęci. Potem powróciła do Schenectady, gdzie opracowała szereg praktycznych zastosowań zjawisk adsorpcji, między innymi w lotnictwie (pokrywy samolotów) i wojskowości (ulepszone zasłony dymne). Do najważniejszych jej wynalazków należy nieodbijające „niewidzialne” szkło (szkło pokryte wieloma warstwami stearynianu baru) i przyrząd do dokładnego wyznaczania grubości warstw adsorpcyjnych.
Blodgett była autorką ośmiu patentów (sześciu samodzielnie, dwóch z Vincentem Schaeferem) i ponad trzydziestu artykułów w czasopismach naukowych.
W 1951 American Chemical Society przyznało jej Garvan Medal.